# یونس منقاری
یونس منقاری (انگلیسی: Youness Mankari؛ زادهٔ ۲۸ آوریل ۱۹۸۳) بازیکن فوتبال اهل مراکش است.
از باشگاه‌هایی که در آن بازی کرده‌است می‌توان به باشگاه فوتبال الاتفاق عربستان سعودی، باشگاه فوتبال الکوکب المراکشی، باشگاه ورزشی الخریطیات و باشگاه فوتبال الوداد کازابلانکا اشاره کرد.
وی همچنین در تیم ملی فوتبال مراکش بازی کرده‌است.